# Peseux (Jura)
Peseux ist eine französische Gemeinde mit 295 Einwohnern (Stand 1. Januar 2022) im Département Jura in der Region Bourgogne-Franche-Comté. Sie gehört zum Arrondissement Dole und zum Kanton Tavaux.

## Geographie
Die Gemeinde liegt am Doubs, rund 15 Kilometer südwestlich der Arrondissement-Hauptstadt Dole. Sie grenzt im Norden an Champdivers, im Osten an Chaussin, im Süden an Longwy-sur-le-Doubs, im Südwesten an Chemin, im Westen an Saint-Loup und im Nordwesten an Saint-Aubin.

## Bevölkerungsentwicklung
| Jahr                       | 1962 | 1968 | 1975 | 1982 | 1990 | 1999 | 2006 | 2018 |
| Einwohner                  | 210  | 210  | 229  | 322  | 257  | 248  | 271  | 319  |
| Quellen: Cassini und INSEE |      |      |      |      |      |      |      |      |

## Sehenswürdigkeiten
- Kirche Saint-Martin, erbaut 1849